# Svartfenad snapper
Svartfenad snapper (Lutjanus buccanella) är en fisk i familjen Lutjanidae som finns från  sydöstra USA till nordöstra Brasilien.

## Utseende
Den svartfenade snappern har en förhållandevis hög kropp med en dubbel ryggfena med 10 taggstrålar och 14 mjukstrålar. Även analfenan har en liknande uppbyggnad, med 3 taggstrålar och 8 mjustrålar. Kroppen är röd, ljusnande till silvfärgad mot undersidan. Buk- anal- och stjärtfenorna är gulaktiga till orangefärgade. Vid bröstfenornas bas har den en tydlig, svart fläck. Bröstfenorna är långa, medan analfenan är avrundad. Små ungfiskar (upp till 2 cm) är ljusblå med en vid, gul längsstrimma. Arten kan bli upp till 75 cm lång, och som mest väga 14 kg.

## Vanor
Ungdjuren lever gärna i närheten av rev på grunt vatten (35 till 50 m), medan de vuxna djuren lever på djupare vatten (som mest ner till 200 m, men vanligen mellan 80 och 150 m) i närheten av klipphyllor och liknande formationer nära kontinentalhyllan. Arten föredrar sand- och klippbotten. De vuxna fiskarna lever av fisk som de fångar nära botten, medan ungfiskarna tar räkor, maskar och andra ryggradslösa djur.

### Fortplantning
Den svartfenade snappern leker året runt, med toppar i april och september. Hanen blir könsmogen vid en längd av 38 cm, honan vid 18 cm. Äggen och larverna är pelagiska.

## Betydelse för människan
Arten är en omtyckt matfisk och populär sportfisk. Ett kommersiellt fiske förekommer, men sportfisket svarar för den största mängden.

## Utbredning
Den svartfenade snappern finns i västra Atlanten från North Carolina i USA över Mexikanska golfen och Bermuda till Trinidad och norra Brasilien. Den är mycket vanlig i Västindien, i synnerhet vid Antillerna.